# Carlos Campaña
Carlos Campaña Ramírez (Pasto, Nariño, 3 de noviembre de 1952) es un exciclista colombiano de ruta.
Nació en San Juan de Pasto el día 3 de noviembre de 1952, hijo primogénito de una familia compuesta Jonás Campaña Mejía de nacionalidad ecuatoriana y Clara Ramírez Torres de nacionalidad colombiana. 

## Palmarés
1970
- 3º en el Campeonato de Colombia en Ruta

1971
- 3º en la Vuelta de la Juventud de Colombia[2]
- Clasificación de los novatos en la Vuelta a Colombia

1972
- 2º en la Vuelta a Colombia[3]

1973
- 1 etapa en el Clásico RCN
- 2º en la Vuelta a Guatemala[4]

1974
- 2º en el Campeonato de Colombia en Ruta

1975
- 3º en el Clásico RCN
- 2 etapas de la Vuelta a Colombia

## Equipos
- Telecom Antioquia (1972-1973)
- Contraloría Nacional-Nariño (1974)
- Contraloría Nacional (1975)